# Hiroshi Araki
Pour les articles homonymes, voir Araki.
Ne doit pas être confondu avec Hiroshi Araki (1935).
Hiroshi Araki (荒木 博志, Araki Hiroshi) est un astronome japonais qui travaille à l'observatoire Mizusawa VLBI de l'Observatoire astronomique national du Japon à Ōshū dans la préfecture d'Iwate. Il a été chef adjoint de l'équipe scientifique de la mission Hayabusa. Il a co-découvert trois astéroïdes : deux avec Isao Satō et un avec Masanao Abe et Isao Satō.  Avec des collègues de l'observatoire, il est l'auteur d'une carte topographique détaillée de la Lune.
| (26887) Tokyogiants | 14 octobre 1994 |
| (46632) RISE        | 14 octobre 1994 |
| (100267) JAXA       | 14 octobre 1994 |

## Source de la traduction
- (en) Cet article est partiellement ou en totalité issu de l’article de Wikipédia en anglais intitulé « Hiroshi Araki » (voir la liste des auteurs).